# Кочетівка (Бєлгородська область)
Кочетівка (рос. Кочетовка) — село в Івнянському районі Бєлгородської області Російської Федерації.
Населення становить 733  особи. Входить до складу муніципального утворення Кочетовське сільське поселення.

## Історія
Населений пункт розташований у східній частині української суцільної етнічної території — східній Слобожанщині.
Згідно із законом від 20 грудня 2004 року № 159 від 20 грудня 2004 року органом місцевого самоврядування було Кочетовське сільське поселення.

## Населення
| 2002 | 2010 | 2012 | 2013 | 2014 | 2015 | 2016 |
| ---- | ---- | ---- | ---- | ---- | ---- | ---- |
| 935  | ↘841 | ↘836 | ↘831 | ↗838 | ↘831 | ↘817 |